# Netta
Pour les articles homonymes, voir Netta (homonymie).
Genre
Le genre Netta comprend trois espèces d'oiseaux appartenant à la famille des Anatidae, dont le nom normalisé comporte le terme de Nette.

## Liste des espèces
Selon la classification de référence du Congrès ornithologique international (version 15.1, 2025) :
- Netta rufina (Pallas, 1773) – Nette rousse ;
- Netta peposaca (Vieillot, 1816) – Nette demi-deuil ;
- Netta erythrophthalma (Wied-Neuwied, M, 1833) – Nette brune.

La Nette à cou rose (Rhodonessa caryophyllacea) est intégrée par certains auteurs à ce genre.

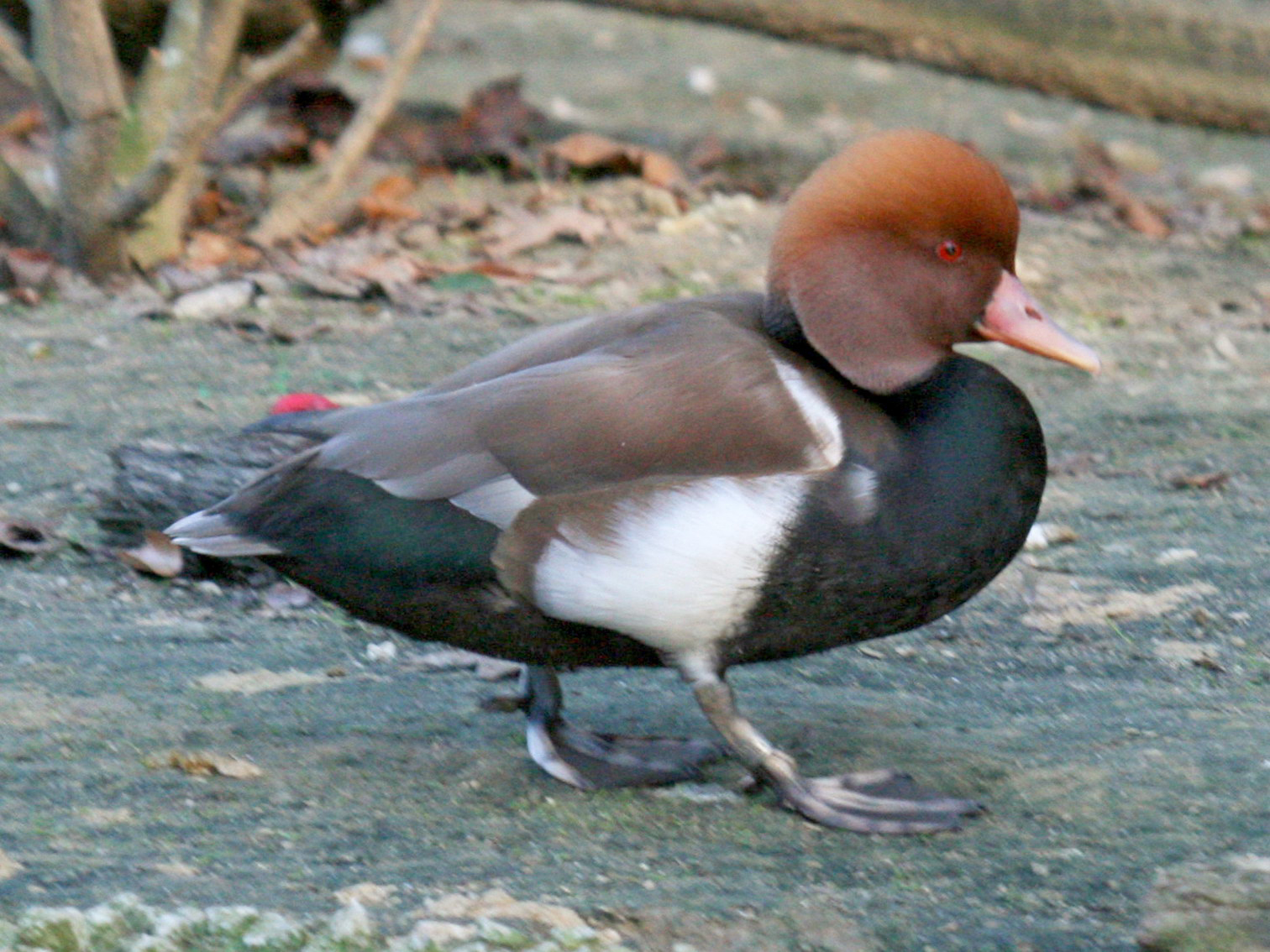
Netta rufina
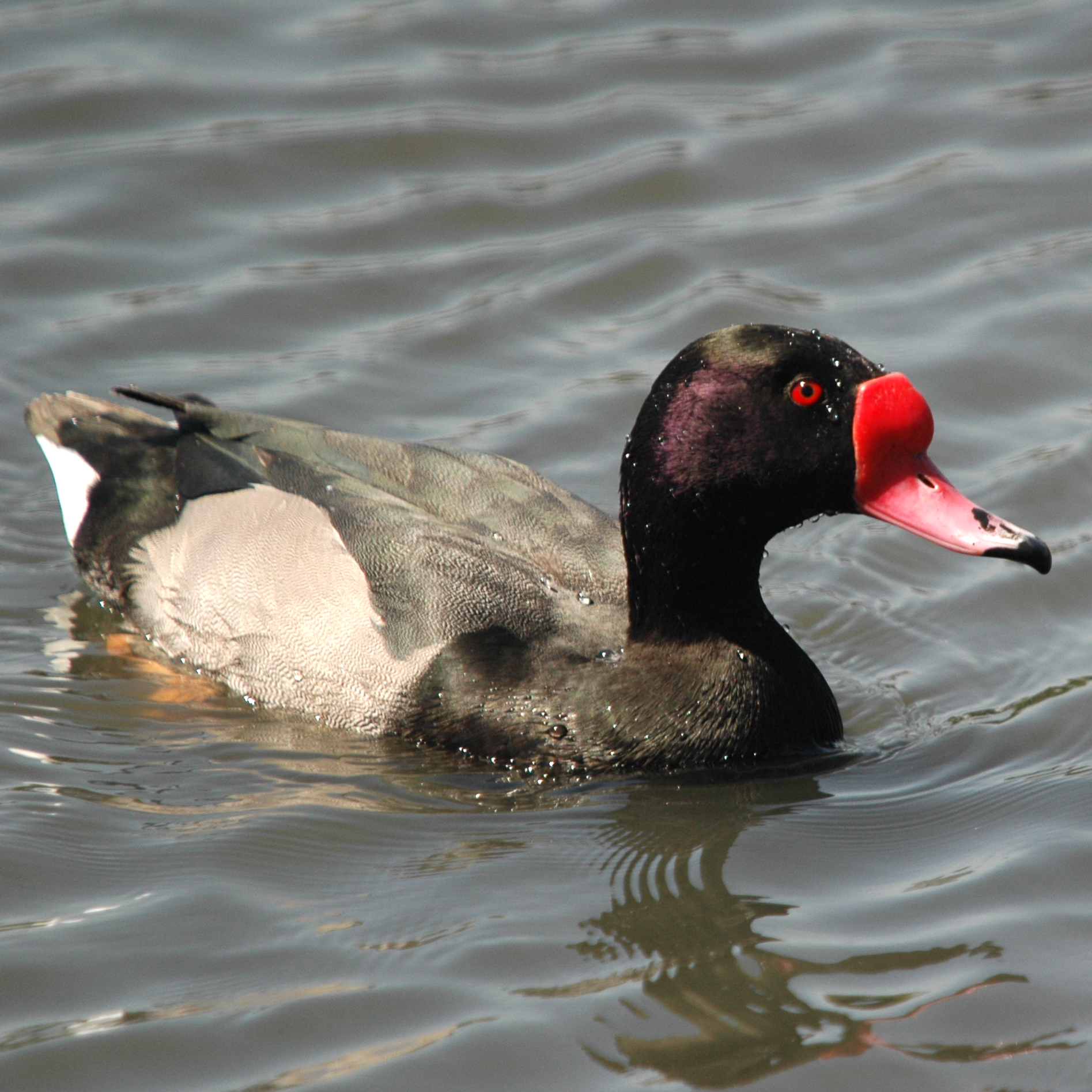
Netta peposaca
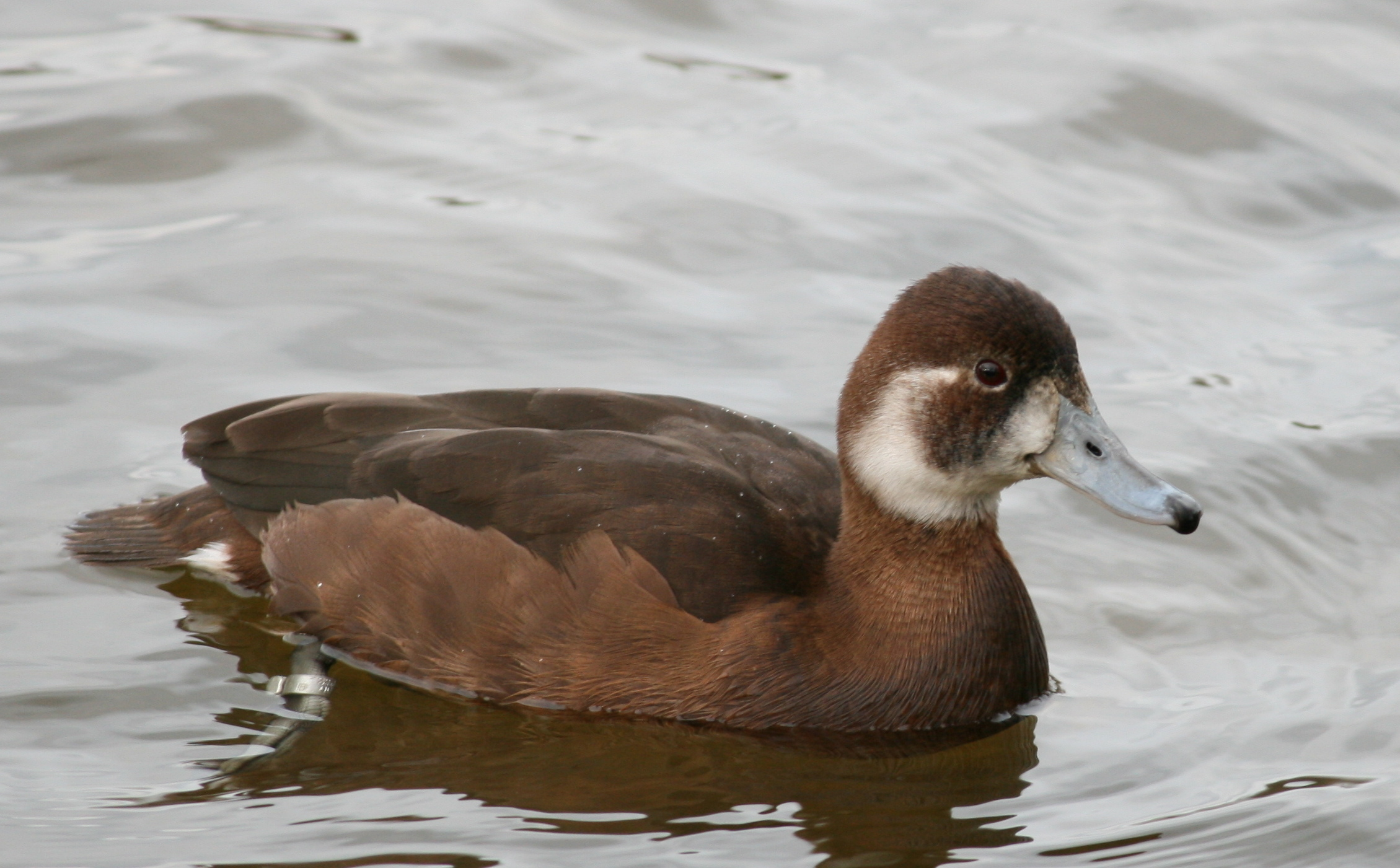
Netta erythrophthalma